# 樋口百合子
樋口 百合子（ひぐち ゆりこ、1944年1月18日生まれ、1949年 - ）は、国文学者、香道家。
大阪府生まれ。本姓・久禮。大阪教育大学大学院修士課程修了。奈良女子大学大学院博士後期課程満期退学。2001年「『歌枕名寄』伝本の研究」（久禮 (樋口) 百合子）で奈良女子大学博士（文学）。奈良女子大学古代学学術研究センター協力研究員。香道志野流に入門、20世家元・蜂谷宗玄の指導を受ける。冷泉家歌会「玉の緒会」創設時に入門、中断を経て2000年に再入会。2006年「平成の歌会」において産経新聞社賞、2007年同大賞を受賞。香道・歌道での名は久禮百合子。  

## 著書
- 『和泉国うたがたり 古代編』啓文社、1986
- 『歌枕・泉州 関空のふるさとを訪ねて』啓文社、1995
- 『あかねさす紫野 万葉集恋歌の世界』世界思想社、2005
- 『いにしへの香り 古典にみる「にほひ」の世界』淡交社、2012
- 『『歌枕名寄』伝本の研究 研究編・資料編』和泉書院、2013

共著
- 『万葉の四季 和歌を学び、書を楽しむ』藤田朱雀共著 淡交社、2014

## 参考
- [ISBN　978-4-473-03816-6]